# 3e armée (Hongrie)
Pour les articles homonymes, voir 3e armée.

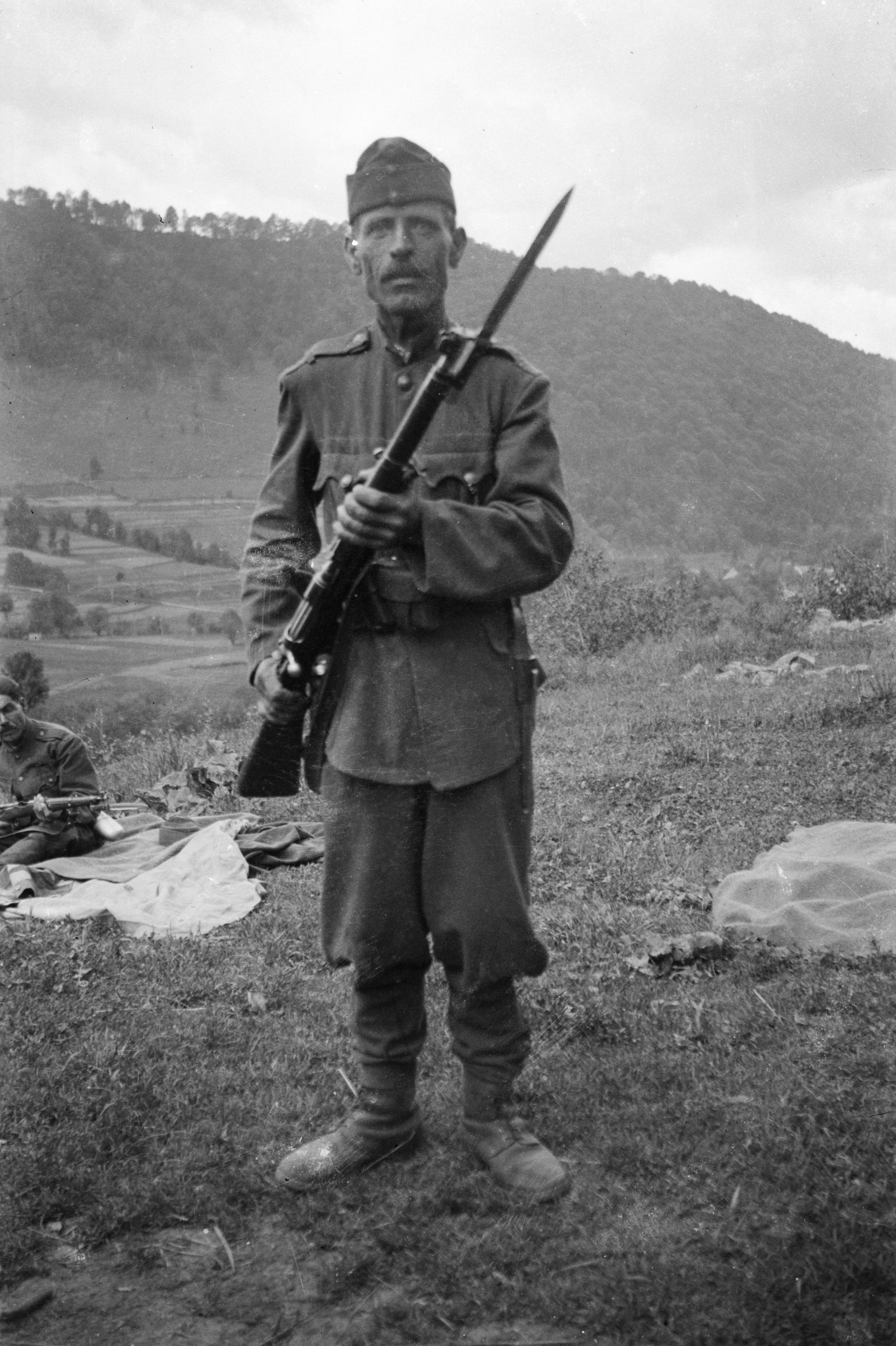
Soldat hongrois dans les Carpates avec un fusil Mannlicher M1895. Village Volosjanka, 1940

La troisième armée hongroise (hongrois : 3. magyar hadsereg) est une armée de campagne de l'armée royale hongroise qui a combattu pendant la Seconde Guerre mondiale.

## Commandants successif
- Lieutenant-général Elemér Gorondy-Novák (en) : du 1er mars 1940 au 1er novembre 1941
- Lieutenant-général Zoltán Decleva (en) : du 1er novembre 1941 au 1er décembre 1942
- Lieutenant-général Lajos Csatay (en) : du 1er décembre 1942 au 12 juin 1943
- Lieutenant-général Károly Beregfy : du 12 juin 1943 au 15 mai 1944
- La troisième armée hongroise fut dissoute en mai 1944 et réformée en septembre 1944
- Colonel général József Vitéz Heszlényi (en) : du 19 septembre 1944 au 8 mai 1945

## Ordre de bataille - Yougoslavie - avril 1941
Le 5 avril 1941, la troisième armée hongroise est mobilisée pour l'invasion de la Yougoslavie. L'invasion débute par le bombardement de Belgrade et le passage de la frontière par les Allemands le 6 avril.
La 3e armée affronte la 1re armée yougoslave. Au moment où les Hongrois traversent la frontière, les Allemands attaquent la Yougoslavie depuis plus d'une semaine. En conséquence, les Yougoslaves ont opposé peu de résistance aux Hongrois. Des unités de la 3e armée ont avancé dans une zone de forme triangulaire connue sous le nom de triangle de Baranya entre le Danube et la rivière Drava. Les Hongrois ont subi peu de pertes lors de cette invasion. À la suite de sa participation à l'invasion de la Yougoslavie, les forces hongroises regagnent Bácska et Baranya.
- Troisième armée hongroise - Lieutenant-général Elemér Gorondy-Novak
  - Corps d'infanterie mobile hongrois (Gyorshadtest)
    - 1re brigade mobile d'infanterie hongroise
    - 2e brigade mobile d'infanterie hongroise
    - 1re brigade de cavalerie hongroise

  - Ier corps d'infanterie hongrois 
    - 1re brigade d'infanterie hongroise
    - 13e brigade d'infanterie hongroise
    - 15e brigade d'infanterie hongroise

  - IVe corps d'Infanterie Hongrois
    - 2e brigade d'infanterie hongroise
    - 10e brigade d'infanterie hongroise
    - 12e brigade d'infanterie hongroise

  - Ve corps d'infanterie hongrois
    - 14e brigade d'infanterie hongroise
    - 19e brigade d'infanterie hongroise
    - 2e brigade de cavalerie hongroise

  - 9e brigade d'infanterie hongroise
  - 11e brigade d'infanterie hongroise
  - 1re brigade aérienne hongroise
  - 1er bataillon aéroporté hongrois
  - 16e bataillon d'infanterie des gardes-frontières hongrois

## Ordre de bataille - Union soviétique - Octobre 1944
Du 25 mars au 15 avril 1944, le VIIe corps d'armée hongrois participe à la bataille de la poche de Kamenets-Podolsky. Le VIIe corps d'armée hongrois devait faire partie de la troisième armée hongroise en août.
Le 30 août, la 3e armée hongroise est mobilisée pour défendre la Hongrie contre les avancées incessantes des 2e et 4e fronts ukrainiens soviétiques. Le chef d'état-major des forces armées hongroises, le colonel-général János Vörös, ordonne à cette armée composée de neuf divisions de réserve (en sous-effectif et sous-équipées) d'attaquer à l'ouest de la 2e armée hongroise (qui a été mobilisée en même temps). La IIIe armée devait alors traverser Arad et la vallée de Maros et occuper les cols de Transylvanie. Cependant, cette attaque échoua.
Le 6 octobre, lors des premières étapes de la bataille de Debrecen, la 3e armée hongroise est gravement malmenée près d'Arad. Très vite, l'armée s'est dispersée près de la ville de Kecskemét. Le 2e front ukrainien de Rodion Malinovski tenta une manœuvre en tenaille pour encercler le groupe d'armées Fretter-Pico. La tenaille sud du 2e front ukrainien trancha facilement la 3e armée hongroise. Cette tenaille sud était dirigée par le groupe mobile Pliyev du général soviétique Issa Pliyev. Plus tard, dans la même bataille, le groupe mobile Pliyev fut encerclé et écrasé par le groupe d'armées Fretter-Pico (Armeegruppe Fretter-Pico). La tenaille nord fut bloquée et repoussée par les vétérans des forces panzer allemandes. La 2e armée hongroise faisait partie intégrante de l'Armeegruppe Fretter-Pico victorieux germano-hongrois.
L'ordre de bataille en octobre 1944 était le suivant :
- Troisième armée hongroise - Lieutenant-général József Heszlényi (décoré de la Croix de chevalier de la croix de fer le 28 octobre 1944)
  - VIIIe corps d'armée hongrois
    - 1re division de cavalerie hongroise
    - 20e division d'infanterie hongroise
    - 5e division de remplacement hongroise
    - 8e division de remplacement hongroise

  - VIIe corps d'armée hongrois
    - 10e division d'infanterie hongroise
    - 23e division de réserve hongroise
    - Groupement tactique hongrois Szücs

  - LVIIe corps de blindés allemand
    - 23e division blindée allemande
    - 24e division blindée allemande
    - 1re division blindée hongroise

La deuxième armée hongroise est dissoute le 1er décembre 1944, après la bataille de Debrecen, et ses unités restantes sont transférées au sein de la troisième armée.

## Chute de Budapest et dissolution
À partir du 29 décembre 1944, la capitale hongroise est assiégée. Lors de la bataille de Budapest, toutes les unités hongroises disponibles furent employées à la défense de la capitale. Après de lourdes pertes, la ville se rend sans condition le 13 février 1945.
Entre le 16 mars et le 25 mars 1945, la majeure partie des forces restantes de la 3e armée hongroise est encerclée et détruite à une quarantaine de kilomètres à l'ouest de Budapest par la 46e armée soviétique lors de sa percée vers Vienne. Certaines forces continuèrent à se battre en déplaçant progressivement vers l'ouest jusqu'au sud de l'Autriche. L'armée fut officiellement dissoute que le 8 mai 1945. C'est alors que le dernier commandant de la 3e armée hongroise, le lieutenant-général József Heszlényi, se rendit.